# Native Guns
Native Guns o nativos Guns, fue un grupo de rap estadounidense que consistía la integración de artistas de dos miembros filipinos y el resto estadounidense MC's y DJ y un chino estadounidense natural de California. Con sede en Los Ángeles y la Bahía de San Francisco. Su nombre de Native Tongues Posse, se hizo popular para ofrecer un estilo musical que fue alternativa al género Gangsta rap a finales de 1980 y principios de 1990. El primer grupo colaboró en 2002 y grabó un álbum de estudio de larga duración y mixtapes dos antes de su disolución en 2007.

## Discografía

### Native Guns
- Stray Bullets Mixtape Vol. 1 (2004)
- Barrel Men (2006)
- Stray Bullets Mixtape Vol. 2 (2007)

### Kiwi
- Writes of Passage: Portraits of a Son Rising (2003)
- The Summer Exposure Mixtape (2007)

### Bambu
- self untitled... (2002)
- .38 Revolver Mixtape (2005)
- ...i scream bars for the children... (2007)
- ...exact change... (2008)
- ...A Peaceful Riot... (Fatgums X Bambu, 2009)
- ...paper cuts... (2010)
- Los Angeles, Philippines (DJ Muggs & Bambu, 2010)
- ...spare change... (2011)
- Prometheus Brown and Bambu Walk Into A Bar (The Bar, 2011)
- FreEP (2012)
- ...one rifle per family. (2012)
- The Lean Sessions EP (2013)
- Sun of a Gun Mixtape (2013)
- Barkada (The Bar, 2014)
- 5AM in Manila EP (2014)
- Party Worker (2014)
- Son of Barkada (The Bar, 2015)
- The Comrades Sessions EP (2015)